# 黄石市人民政府
黄石市人民政府（简称黄石市政府），是中华人民共和国湖北省黄石市的行政管理机关。

## 历史沿革
1949年5月1日，中国人民解放军占领石黄镇；同年10月，成立湖北省大冶工矿特区人民政府。1950年8月21日，石灰窑、黄石港工矿区合并成立黄石市，同时成立黄石市人民政府，由湖北省管辖。1955年3月21日，黄石市人民政府改名为湖北省黄石市人民委员会。1966年文化大革命开始后，市人民委员会的组织机构瘫痪。1968年12月，经湖北省革命委员会批准，成立黄石市革命委员会。1980年6月9日，黄石市第六届人民代表大会第一次会议选举市长、副市长，恢复黄石市人民政府。

## 机构设置
根据2019年《黄石市机构改革方案》，黄石市人民政府设置32个工作部门：
政府工作部门
- 黄石市人民政府办公室
- 黄石市发展和改革委员会（黄石市粮食局）
- 黄石市教育局
- 黄石市科学技术局（黄石市创新促进委员会）
- 黄石市经济和信息化局
- 黄石市公安局
- 黄石市民政局
- 黄石市司法局
- 黄石市财政局
- 黄石市人力资源和社会保障局
- 黄石市自然资源和城乡建设局（黄石市林业局）
- 黄石市生态环境局
- 黄石市住房和城市更新局
- 黄石市交通运输局
- 黄石市水利和湖泊局（黄石市河湖长制办公室）
- 黄石市农业农村局
- 黄石市商务局（黄石市招商局）
- 黄石市文化和旅游局（黄石市广播电视局、黄石市体育局）
- 黄石市卫生健康委员会
- 黄石市应急管理局
- 黄石市审计局
- 黄石市人民政府国有资产监督管理委员会
- 黄石市城市管理执法委员会
- 黄石市市场监督管理局（黄石市知识产权局）
- 黄石市医疗保障局
- 黄石市国防动员办公室（黄石市民防局、黄石市地震局）
- 黄石市政务服务管理局
- 黄石市体育事业发展中心
- 黄石市住房公积金中心

派出机构
- 黄石经济技术开发区管理委员会

（注：黄石市民族宗教事务委员会与中共黄石市委统一战线工作部合署办公，列入市政府工作部门序列，不计入市政府机构个数。黄石市地方金融管理局牌子挂在中共黄石市委金融委员会办公室，并加挂中共黄石市委金融工作委员会牌子，列入中共黄石市委机构序列，而非市人民政府机构。）

## 历任市长
- 毕健勇（1980年6月－1982年12月）
- 袁照臣（1983年1月－1983年10月）
- 徐鹏航（1984年2月－1986年1月）
- 徐子伦（1989年3月－1991年9月）
- 陈家杰（1992年3月－1993年7月）
- 廖永新（1994年3月－1995年3月）
- 任世茂（1995年3月－1998年3月）
- 阮成发（1999年1月－2001年11月）
- 肖旭明（2002年3月－2007年6月）
- 王建鸣（2007年12月7日－2008年12月）
- 杨晓波（2009年2月15日[3]－2014年12月31日[4]）
- 董卫民（2015年1月25日[5]－2019年1月11日[6]）
- 吴锦（2019年1月26日[7]－）